# Luiz Antonio de Almeida
Luiz Antonio de Almeida (Rio de Janeiro, 6 de março e 1962) é pesquisador da música brasileira.
Em 1976, iniciou suas atividades de pesquisador a partir da elaboração de uma biografia do compositor Ernesto Nazareth, tendo entre seus primeiros incentivadores três dos mais renomados pesquisadores nessa área — Almirante, Mozart de Araújo e Ary Vasconcelos. Trabalhou no Museu da Imagem e do Som de agosto de 2003 até novembro de 2019. 